# Bandy-Weltmeisterschaft 1971
Die 7. Bandy-Weltmeisterschaft wurde vom 3. März bis 14. März 1971 in Schweden ausgetragen. Der Sowjetunion gelang zum siebenten Mal in Folge, die Weltmeisterschaft zu gewinnen und blieb auch 1971 ohne Niederlage.
Nachdem Norwegen die Weltmeisterschaft 1969 wegen des Einsatzes sowjetischer Truppen beim Prager Frühling boykottiert hatte, nahm es nun wieder an der Weltmeisterschaft teil.
Der Modus blieb der gleiche wie bei der Weltmeisterschaft vor zwei Jahren: Es wurde eine Hin- und eine Rückrunde ausgespielt, womit jedes Team zweimal aufeinander traf und insgesamt sechs Spiele zu bestreiten hatte.

## Austragungsorte
Die zwölf Spiele wurden an zwölf verschiedenen Orten ausgetragen. Die Spielorte waren Skövde, Vänersborg, Lidköping, Göteborg, Motala, Örebro, Eskilstuna, Uppsala, Katrineholm, Västerås, Oxelösund und Stockholm.

## Teilnehmer
Am Turnier nahmen die folgenden 4 Mannschaften teil:
| 4 aus Europa | Sowjetunion | Norwegen | Finnland | Schweden |

## Spielrunde

### Hinrunde
| 3. März 1971 | Sowjetunion | 5:3 | Finnland    | Skövde     |
| 3. März 1971 | Norwegen    | 2:4 | Schweden    | Vänersborg |
| 5. März 1971 | Sowjetunion | 8:1 | Norwegen    | Lidköping  |
| 5. März 1971 | Finnland    | 2:3 | Schweden    | Göteborg   |
| 7. März 1971 | Finnland    | 6:1 | Norwegen    | Motala     |
| 7. März 1971 | Schweden    | 2:2 | Sowjetunion | Örebro     |

### Rückrunde
| 10. März 1971 | Finnland    | 2:4 | Sowjetunion | Eskilstuna  |
| 10. März 1971 | Schweden    | 3:0 | Norwegen    | Uppsala     |
| 12. März 1971 | Schweden    | 4:1 | Finnland    | Katrineholm |
| 12. März 1971 | Norwegen    | 1:3 | Sowjetunion | Västerås    |
| 13. März 1971 | Norwegen    | 1:7 | Finnland    | Oxelösund   |
| 14. März 1971 | Sowjetunion | 2:1 | Schweden    | Stockholm   |

## Abschlusstabelle
| Pl. |             | Sp | S | U | N | Tore  | Diff | Punkte |
| 1.  | Sowjetunion | 6  | 5 | 1 | 0 | 24:10 | +14  | 11     |
| 2.  | Schweden    | 6  | 4 | 1 | 1 | 17:9  | +8   | 9      |
| 3.  | Finnland    | 6  | 2 | 0 | 4 | 21:18 | +3   | 4      |
| 4.  | Norwegen    | 6  | 0 | 0 | 6 | 6:31  | −25  | 0      |

## Torschützenliste
|   |          | Spieler        | Tore |
| - | -------- | -------------- | ---- |
| 1 | Finnland | Kalevi Pirkola | 6    |

## Weltmeistermannschaft
| Sowjetunion | Wiktor Gromakow Witali Danilow Anatoli Frolow Jewgeni Gorbatschow Georgi Kanarekin Juri Lisawin Wladimir Monachow Juri Petrow Wladimir Plawunow | Jurij Stscholin Nikolai Durakow Jewgeni Gerassimow Aleksander Ismodenow Wladimir Korowin Waleri Mastow Leonid Palladitsch Wladimir Tarasewitsch |